# 伯嬴
伯嬴（？—？），或稱孟嬴，秦哀公的女儿，楚平王的夫人，楚昭王的母亲。《列女傳》列為貞順章。

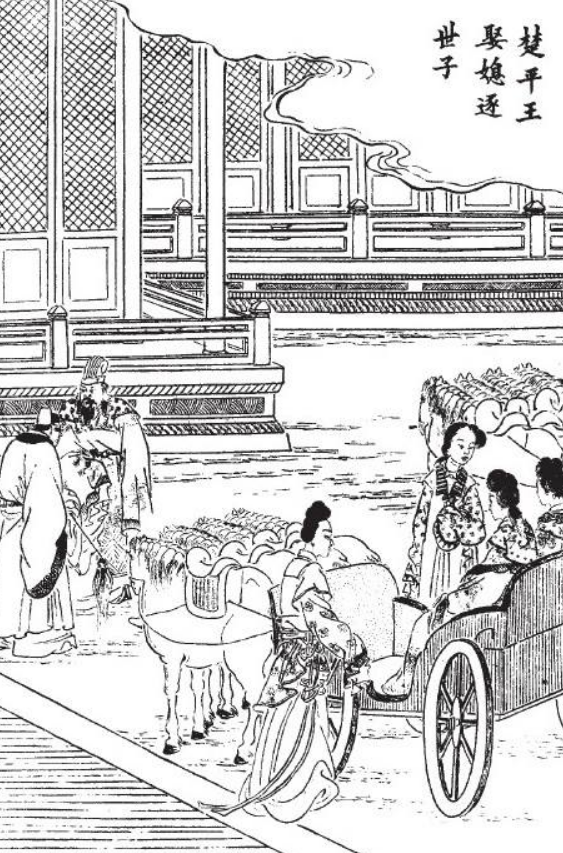
小说《东周列国志》插画：楚平王娶媳逐世子

## 生平
周景王十九年（楚平王三年，前526年），楚平王派费无忌到秦国给自己的儿子太子建聘娶夫人。费无忌将秦哀公之女伯嬴带回楚国后，对楚平王说伯嬴美丽，不如自納，于是楚平王娶伯嬴，生子轸，即楚昭王。
周景王二十三年（楚平王七年，前522年），费无忌再陷害太子建，楚平王杀死太子建的师傅伍奢，伍奢的儿子伍子胥逃到吴国。
周敬王十四年（吳王闔閭九年，楚昭王十年，前506年），伍子胥、吴王阖闾率兵大败楚国，楚昭王逃亡。《列女传》记载吴王要纳伯嬴，伯嬴持刀相抗，吴王惭愧而出。

## 評價
- 《列女傳》：「闔閭勝楚，入厥宮室，盡妻後宮，莫不戰慄，伯嬴自守，堅固專一，君子美之，以為有節。」[2]

## 文献
- 《史记·伍子胥列传》
- 《列女传》